# Vrenje
Vrénje je tako uparevanje (uparjanje) kapljevine, pri katerem nastaja para ne le na zunanji prosti površini, ampak tudi znotraj kapljevine v obliki mehurjev (mehurčkov). Če je kapljevina segreta do vrelišča, se mehurčki dvigajo do površine, para pa se sprošča v okolico. Tudi če kapljevina v celoti ni dosegla temperature vrelišča, se lahko pojavijo mehurčki ob grelni površini. Ta pojav se imenuje nedogreto vrenje. Nedogreto vrenje spremlja rezko šumenje, pri vrenju v kapljevini s temperaturo vrelišča pa je šumenje bogatejše z nizkimi toni in največkrat manj hrupno. Stanje v posodi, kjer se greje vodo, se lahko pogosto ugane po zvoku (vrelni zvok).